# Религија и толеранција (часопис)
Религија и толеранција je научни часопис којим се настоји подстицати и развијати наука о религији којој се приступа интердисциплинарно. Часопис нуди актуелна истраживања и простор за размену идеја и информација о различитим аспектима религијског феномена.

## О часопису
Часопис Религија и толеранција je научни часопис који излази од 2004. године и бави се религијским питањима. Циљ часописа је омогућавање дијалога разматрања религијског феномена из перспективе науке о религији из угла социологије, психологије, историје, филозофије као и теолошких радова представника различитих верских заједница. Часопис нуди актуелна истраживања и простор за размену идеја и информација о различитим аспектима религијског феномена, информације о самом друштву у целини, и поспешује верску толеранцију. Часопис издаје Центар за емпиријска истраживања религије, са седиштем на Филозофском факултету Универзитета у Новом Саду. Категоризован је од стране Министарства просвете, науке и технолошког развоја Републике Србије.

### Издавачки савет часописа
- академик др Владета Јеротић
- проф. др Ђуро Шушњић
- проф. др Александар Сантрач
- МА, Ана Зотова

### Историјат
Покренут је као зборник 2002. године, а као часопис излази од 2004. године. Поводом десетогодишњице покретања одржана је промоција, а уредник је изнео анализу дотадашњег излажења и утицаја у чланку Религија и толеранциа на балканској ветрометини.

### Периодичност излажења
Часопис излази два пута годишње, јануар - јун и јул - децембар.

## Уредници
- Зорица Кубурић
- Данијела Грујић

### Главни и одговорни уредник:
- Зорица Кубурић:од бр.1 (2004) до бр.28 (2017)[4]

### Заменици уредника:
- Златиборка Попов: од бр.1 (2004) до бр.16 (2011)
- Данијела Грујић: од бр.5 (2006) до бр.16(2011)
- Владимир Данович Зотов: од бр.17 (2011)до бр.22(2014)
- Александар Прњат: од бр.25 (2016) до бр.26 (2016)
- Данијела Грујић: од бр.27 (2017) до данас

## Аутори прилога
Неки од познатих аутора прилога су:
- Владета Јеротић
- Ђуро Шушњић
- Зорица Кубурић
- Драгољуб Ђорђевић[5]
- Милан Вукомановић
- Иван Цвитковић
- Данијела Гавриловић
- Зоран Кинђић
- Радован Биговић
- Срђан Симић

## Теме
Сталне рубрике су истраживања, прикази и осврти. Од осталих рубрика издвајамо: интервјуе, предавања, преводи, писма читалаца, припреме за наставу, најаве конференција. 
Религијсkи феномен из угла социологије, психологије, историје, филозофије, права, теолошких радова представника различитих верских заједница, итд.

## Редакција
- Милан Вукомановић, Универзитет у Београду
- Драгољуб Ђорђевић, Универзитет у Нишу
- Иван Цвитковић, Универзитет у Сарајеву
- Александар Прњат, Алфа универзитет
- Зоран Матевски, Универзитет у Скопљу
- Сергеј Флере, Универзитет у Марибору
- Анкица Мариновић, Универзитету у Загребу
- Нонка Богомилова, Бугарска академија науке
- George Wilkes, University of Edinburgh
- Miroslav Volf, Yale University

## Електронски облик часописа
Часопис се публикује у штампаном и електронском облику. Електронски облик свих свезака часописа је доступан на страници издавача - Центра за емпиријска истраживања религије.

## Индексирање у базама података
Индексиран је у Репозиторијуму Народне библиотеке Србије.

## Галерија
- Религија и толеранција, број 17(2012)
- Религија и толеранција, број 24(2015)
- Религија и толеранција, број 26(2016)
- Импресум